# Legion Ukraińskich Strzelców Siczowych

Kokarda Ukraińskich Strzelców Siczowych

Legion Ukraińskich Strzelców Siczowych (ukr. Українські Січові Стрільці, USS, Legion USS, „Ususy”) – ukraińska formacja wojskowa w składzie Armii Austro-Węgier.

## Historia

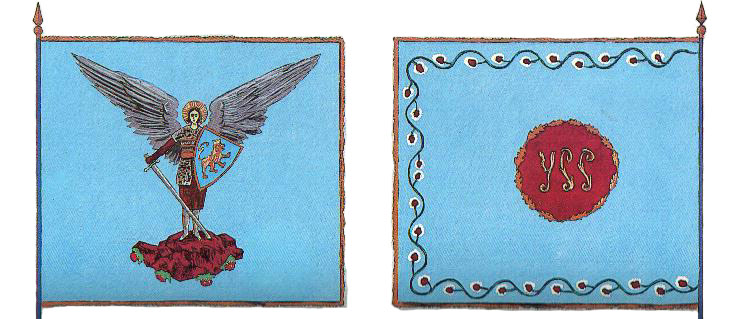
Sztandar Strzelców Siczowych

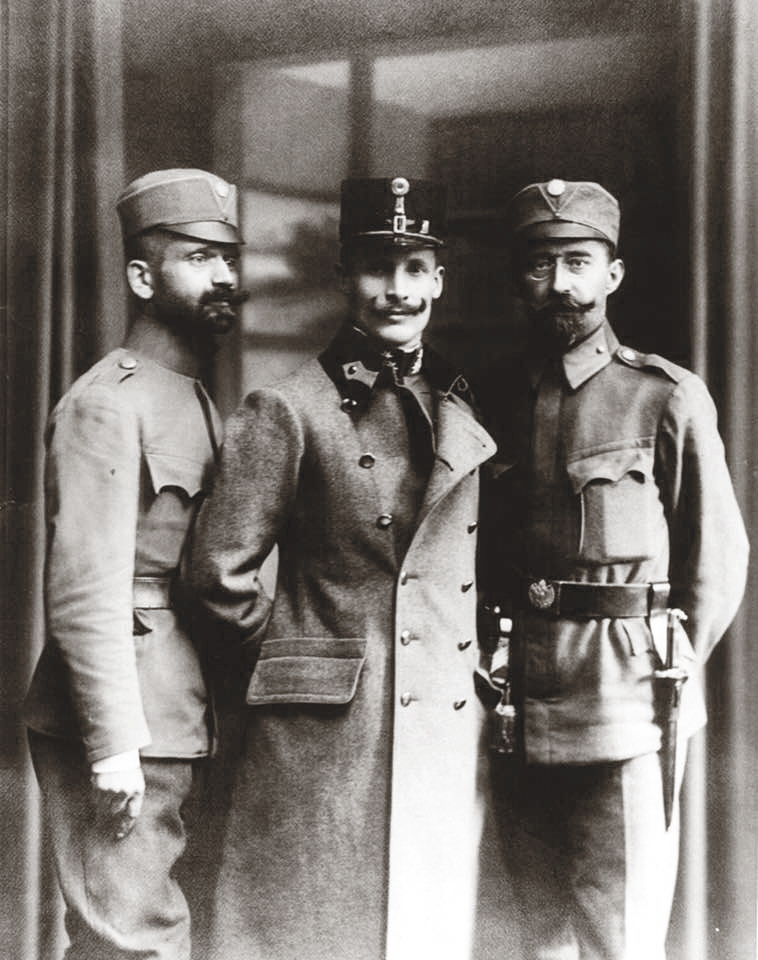
Iwan Boberski, Mychajło Wołoszyn i Longyn Cehelski w mundurach Strzelców Siczowych, 1918

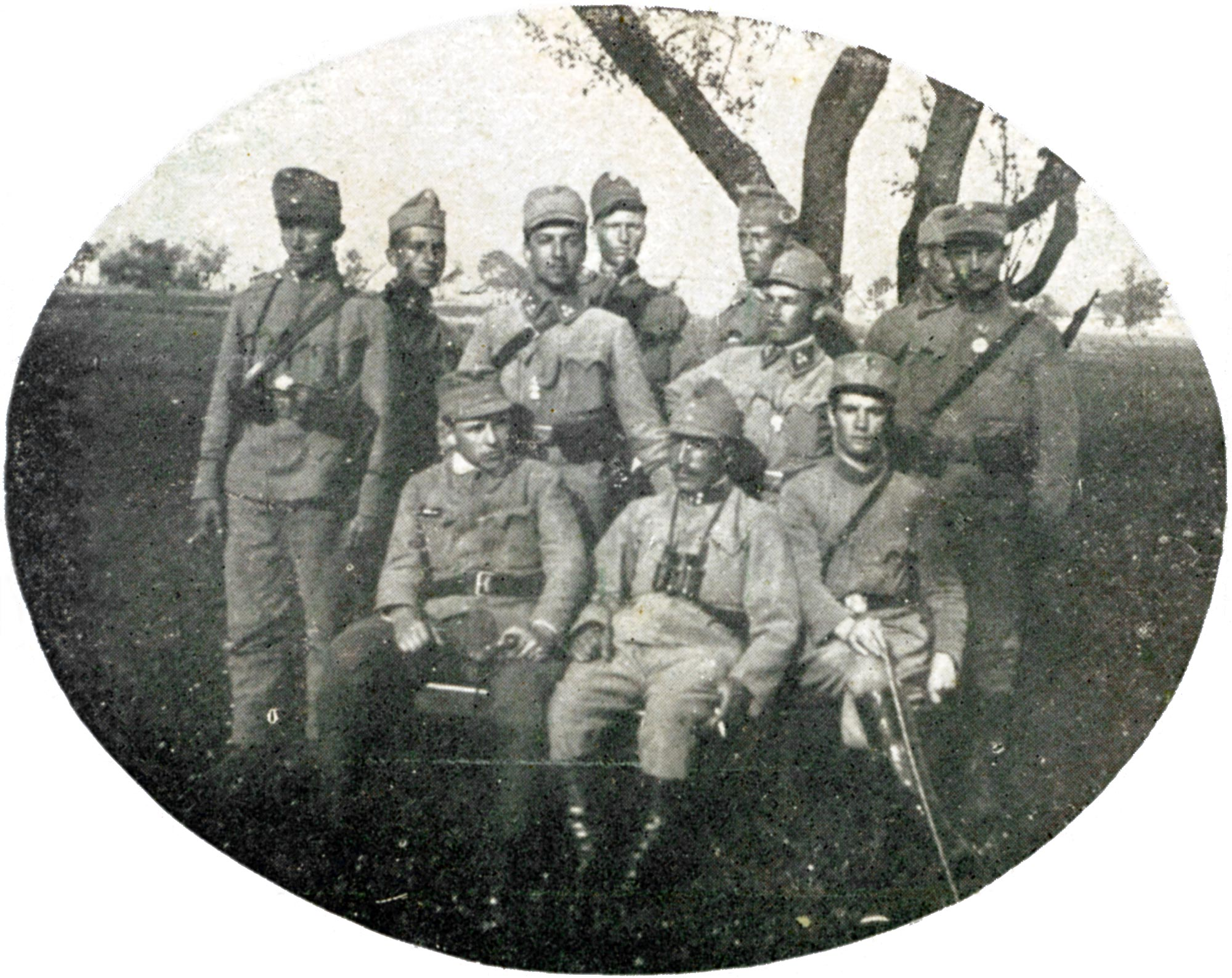
Strzelcy

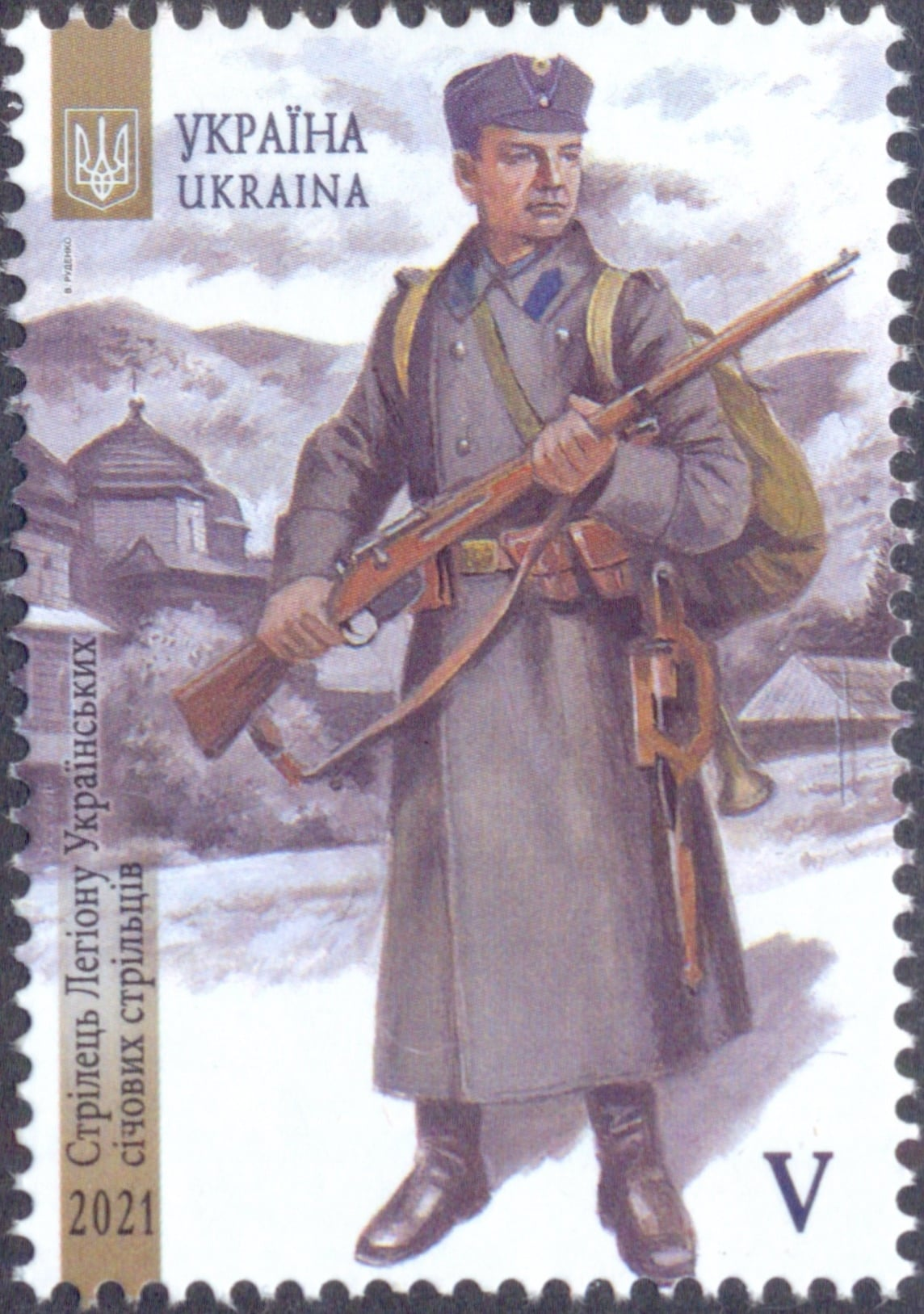
Strzelec Siczowy

Legion został uformowany z ochotników, którzy zgromadzili się na apel Głównej Rady Ukraińskiej (HUR) 6 sierpnia 1914.
Kadry USS pochodziły z ukraińskich paramilitarnych organizacji Galicji (Sicz, Sokił, Płast).
Na wezwanie HUR zgłosiło się do powiatowych punktów werbunkowych 28 tysięcy ochotników, ale na zbiórce USS w Stryju na przełomie sierpnia i września 1914 doliczono się do 10 tysięcy (raport Iwana Boberskiego mówił o 6283 ochotnikach).
Z osób deklarujących wstąpienie do Legionu austriacka komisja wybrała tylko 2000 strzelców. Dzięki staraniom Stepana Szuchewycza limit zwiększono jeszcze o 500 ochotników. Szuchewycz w pierwszej kolejności przyjmował ochotników pochodzących z terenów zajętych przez armię rosyjską. Legion podzielono na 10 sotni.
Po krótkim szkoleniu na Zakarpaciu (Horonda, Strabiczowe) sotnie USS wysłano na front w Karpatach. Zorganizowano ich w dwa i pół kurenia (I kureń – sotnik Hryhorij Kossak, II kureń – sotnik Mychajło Wołoszyn, III kureń – ataman Stepan Szuchewycz), a od października w 3 samodzielne grupy.
Według Tadeusza Olszańskiego przez całe lata 1914–1917 przez Legion Strzelców Siczowych przewinęło się około 7 tys. ludzi
USS podporządkowano dowódcy korpusu – generałowi Peterowi von Hofmannowi. Walczyli oni w składzie 129 i 130 brygady (ich dowódcami gen S. Kobylanski i gen. Józef Witoszyński) i 55 dywizji piechoty gen. Ignaza Fleischmanna. W zimie 1914/15 w składzie 130 brygady USS bronili przełęczy karpackich. Przypadła im w udziale służba zwiadowcza i wartownicza. Pierwszym komendantem z inicjatywy UBU był ataman Teodor Rożankowski, po nim porucznik Mychajło Hałuszczynski.
W marcu 1915 austriacka Kwatera Główna zlikwidowała strukturę ustaloną przez komendanta USS i podzieliła Legion na 2 samodzielne kurenie (dowódcy H. Kossak i Semen Horuk, potem Wasyl Diduszok) i rezerwową sotnię.
Pierwszym sukcesem Legionu USS było bitwa na górze Makiwka (19 kwietnia – 3 maja 1915), później legion odznaczył się w walkach pod Bolechowem, Haliczem, Zawadowem i Semikiwcami.
Od lata 1915 r. USS okopali się nad rzeką Strypa, przebywali tam w okolicy Sosnowej i Wesołej do sierpnia 1915. Dalej w składzie 55 dywizji obydwa kurenie przeorganizowano na pułk USS (dowódca ataman H. Kossak, od listopada 1916 podpułkownik Antin Warywoda), w sierpniu 1916 r. Legion przeniesiono pod Brzeżany, gdzie okopał się na wzgórzu Łysonia. W sierpniowych i wrześniowych bojach pod Łysonią pułk stracił 28 z 44 oficerów, i około 1000 żołnierzy. 30 września 1916 liczył tylko 9 oficerów i 444 żołnierzy.
Po tym przyszła kolejna reorganizacja na kureń i nowy dowódca – pułkownik F. Kikal. Na froncie pod Kirlibabą do oddziału została przyłączona huculska sotnia USS pod dowództwem porucznika O. Łewickiego.
Dość duże straty poniósł Legion USS na początku lipca 1917 r. w bitwie pod Koniuchami, podczas tak zwanej ofensywy Kiereńskiego, kiedy do niewoli dostał się prawie cały Legion USS (uniknęło niewoli około 400 podoficerów i żołnierzy). Z nich, z sotni huculskiej, oraz uzupełnień z Kosza USS sformowano nowy kureń USS, który doszedł do Zbrucza, a w lutym 1918 r. wyruszył w marsz z austriackimi władzami okupacyjnymi, w kierunku Kamieniec Podolski-Żmerynka-Wapniarka-Odessa-Aleksandrowsk. Został następnie rozmieszczony w rejonie Chersonia, wchodząc w skład Grupy Wilhelma Habsburga.
Kureniem dowodził do Zbrucza Dmytro Krenżałowski, po nim ataman Myron Tarnawski (wrzesień-grudzień 1917) i sotnik Osyp Mykytka.
Na początku października 1918 USS przeniesiono z rejonu Chersonia na Bukowinę. Podczas polsko-ukraińskich walk o Lwów Legion USS przybył do Lwowa 3 listopada 1918 i nie mógł zmienić już przebiegu kampanii.
Później Legion USS wchodził w skład Grupy „Wschód” UHA i w styczniu 1919 był przeformowany na 1 Brygadę USS w składzie jednego, a później dwóch pułków piechoty USS, konnej sotni USS, pułku artylerii USS i oddziałów pomocniczych. Komendantem 1 Brygady USS był ataman Osyp Bukszowanyj.
Uzupełnieni Ukraińcami z rosyjskiej armii, wzięci do niewoli rosyjskiej żołnierze Legionu USS sformowali w Kijowie w listopadzie 1917 Halicko-Bukowiński Kureń Strzelców Siczowych, który szybko rozwinął się w pułk, Korpus i grupę Strzelców Siczowych. Byli oni jedną z najlepszych formacji ukraińskiej armii.

### Dowódcy USS

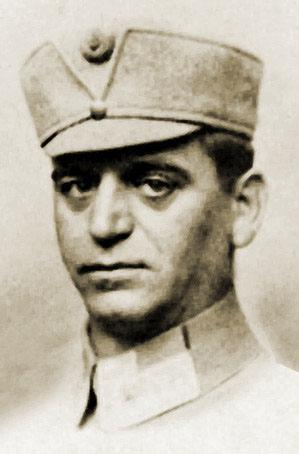
Hryhorij Kossak

- kpt. Teodor Rożankowski – od 6 sierpnia do 18 sierpnia 1914
- por. Mychajło Hałuszczynski – od 18 sierpnia 1914 do 21 stycznia 1915
- mjr Hryhorij Kossak – od 21 stycznia 1915 do 15 marca 1916
- ppłk Antin Warywoda – od 15 marca 1916 do 18 października 1916
- ppłk Franz Kikal – od lutego (lub 17 marca) 1916 do 1 lipca (podaje się również 29 lub 30 czerwca) 1917
- por. Dmytro Krenżałowski – od lipca do sierpnia 1917
- por. Mykoła Stronski – od sierpnia do października 1917
- ppłk Myron Tarnawski – od października 1917 do 8 stycznia 1918
- kpt. Osyp Mykytka – od 8 stycznia 1918 do października 1918
- kpt. Osyp Bukszowanyj – od 24 października 1918

## Kosz USS
Uzupełnianiem stanów oddziałów USS zajmowała się rezerwowa sotnia USS (Kosz USS), do której należały stanice zbiorcze we Lwowie, Stanisławowie, Syhocie i Wiedniu. Kosz USS zorganizował trzy komisariaty na Wołyniu, kierujące szkoleniem oświatowo-wychowawczym, zorganizował również szkolnictwo i Kwaterę Prasową USS, która miała placówki w pułku USS, Koszu USS i Szkole USS. Dowódcą Kosza USS był mjr Nykyfor Hirniak (od 16 stycznia 1915 do 1 listopada 1918).

## Szkoła (Wyszkił) USS
Szkoła USS należała początkowo do Kosza USS, od listopada 1915 została osobną formacją. W 1916 Szkołę USS podporządkowano pionowi szkolenia Armii „Południe”. Tam ponad 7000 podoficerów i żołnierzy otrzymało wyszkolenie od niemieckich instruktorów, dzięki czemu w przyszłości żołnierze USS byli najlepiej wyszkolonymi żołnierzami UHA.

### Dowódcy Wyszkiłu USS
- kpt. Mychajło Wołoszyn – od sierpnia 1914 do czerwca 1915
- mjr Wołodymyr Stafyniak – od czerwca 1915 do stycznia 1916
- mjr Myron Tarnawski – od stycznia 1916 do lipca 1917
- ppłk Kostiantyn Slusarczyk – od lipca 1917
- mjr Hryhorij Kossak – od kwietnia do lipca 1918
- ppor Seweryn Krasnopera – od lipca 1918

## Udział USS w bitwach (nazwy w języku ukraińskim)
- Sianki – 27 września 1914
- Wereczky – 28 września 1914
- Łysyj Werch – 19 października 1914
- Zaliarska Hora – 19–24 października 1914
- Borysław – 20 października 1914
- Dobriwliany 21 października 1914
- góra Kljucz – 28 października 1914
- Pobuk 28–31 października 1914
- Komarnyćke – 3 listopada 1914
- Truchaniw – 3 listopada 1914
- Tucholka 21–24 listopada 1914
- Ławoczne – 1 lutego 1915
- Makiwka – 21 kwietnia-1 maja 1915
- Lisowyczi, Bolechiw – 27 maja-4 czerwca 1915
- Wyktoriw – 24–26 lipca 1915
- Halicz – 27–28 lipca 1915
- Zawaliw – 27 sierpnia 1915
- Burkaniw – 31 sierpnia 1915
- Semykiwci – 1–6 listopada 1915
- Łysonia – 2 września 1916
- Dyki Łany – 16 września 1916
- Potutory – 30 września 1916
- Koniuchy – 1 lipca 1917
- Burdjakiwcy – 29 lipca 1917